# RABゴールデンナイター
RABゴールデンナイター（アールエイビーゴールデンナイター）は、青森放送ラジオ（RABラジオ）で4月 - 9月の毎週水 - 金曜夜に放送される、プロ野球ナイター中継である。なお、本項では、同局における野球中継に関する内容についても、併せて記述する。

## 沿革
- 1961年（昭和36年）5月20日 - この日と翌日の2日間、沖縄県那覇市の奥武山野球場で開催された「西鉄ライオンズvs東映フライヤーズ」戦をラジオ沖縄発ニッポン放送・FOLネットを通じて放送[1]。
- 1962年（昭和37年）5月1日（火曜） - 「火曜ナイター」としてネット開始。
- 1963年（昭和38年）
  - 4月11日（木曜） - 「木曜ナイター」中継開始。
  - 4月13日（土曜） - 「土曜ナイター」中継開始。
- 1964年（昭和39年）
  - 4月5日（日曜） - 「日曜ナイター」中継開始。
  - 4月8日（水曜） - 「水曜ナイター」中継開始。
- 1969年（昭和44年）4月14日（月曜） - 「月曜ナイター」中継開始。
- 1970年（昭和45年）4月17日（金曜） - 「金曜ナイター」の中継を開始し、全曜日でのナイター中継を行うようになった[2]。
- 2009年（平成21年）秋 - 土日のナイター中継を終了。
- 2017年（平成29年）秋 - TBSラジオのプロ野球中継撤退により、火曜日のナイター中継を終了。

## 概要
放送時間は18:25 - 21:00で、最大22:00まで延長放送を行う。2015年度まではニッポン放送制作の「サウンドトラベル」→「スポーツ伝説」を放送するため21:50まで、2011年度はその前に「震災情報 官邸発」を放送するため6月30日までは最大21:45までの放送となっていた。
以前は開始時間が全曜日18:15（その後土・日曜は、2003年まで18:10、2009年まで18:05）で、最大延長は22:00までが基本であった（土曜日のみ、2007年から2009年まで21:30だった）。1996年度のシーズンはセ・リーグが盛り上がったため9月に延長は無制限となったことがある。また2000年度のシーズンには延長時間を23:00まで伸ばしたことがある。
2017年度まで火曜日はJRNナイター（キー局:TBSラジオ）を放送。2009年度までは土・日曜もJRNナイターを放送していたが、2010年はTBSラジオが近年の聴取率低下や週末のデーゲーム増加の影響により土日のナイター中継を原則行わないことを発表したため、消滅となった。水・木・金曜日はNRNナイター（キー局:ニッポン放送）を放送する。以前は月曜日に試合がある場合、RFラジオ日本制作の中継を放送していたことがある。これは同局の番組で青田昇がパーソナリティを務めていた「ジャジャ馬直球勝負」を同時ネットしていた関係によるものだったが、後にニッポン放送制作「桜庭亮平の歌謡大全集」（裏送り番組）をネットすることになったため、野球中継がある場合はニッポン放送制作のNRNナイターで放送された。
日本シリーズ中継は2008年度まで全試合中継していた。ネットワークは曜日別にJRN制作、NRN制作（NRN担当となる第4戦・第5戦では関東開催の場合、ニッポン放送および文化放送から1試合ずつネット）それぞれの中継を放送していた。また、RFラジオ日本を含めたフリーネットで中継していた時期もある。2009年度以降は中継せず、該当日も通常番組（キー局制作裏送り分含む）を放送している。
放送の最初と最後に流れるテーマ音楽は、2002年までカール・タイケ作曲の行進曲「旧友」であったが、2003年からはユーロビート系のハイテンポな音楽に変わり、2008年からはまた新たな曲になった。
かつてはCM明けのジングルが存在した（「旧友」の時代は大竹辰也アナのタイトルコール担当でBGMなし、その後は原口大平アナのタイトルコール担当でBGMがあった）。ただしイニングによって流れる時と流れない時があった。流れない時は中継音声（CM中もキー局側で流している。ナイターが無い日の代替番組ではフィラー音楽が流れる）となるが、まれに実況アナウンサーがCM中の間もなぜかコメントをしている時があるため、CM明けにコメントの最後の部分が流れる場合がある（投手交代時に流すCMの時に多い。また、CM入りの時もRABはキー局よりも設備の関係上CMを入れるタイミングが遅いため、喋り出しの部分が流れることもある）。2008年頃からジングルは廃止された。
なお、延長時間いっぱいまで放送してもまだ試合が続く場合、以前はRABアナウンサーが中継終了直前にお断りを入れていたが、現在は行っておらず、時刻が21:56（2016年度現在）になると中継音声のフェードアウト無しにいきなりCMに入る状態になっている。なお、中継開始と攻守交替時のCM入りとCM明けの中継音声はフェードイン・フェードアウトとなっている。
TBSが2017年限りでプロ野球中継関連の業務から撤退したため、2018年から火曜日の中継を廃止。廃止後2023年までは、『アフター6ジャンクション』の同時ネットを実施していた。2024年は『荻上チキ・Session』を同時ネット。2025年度からは18時台を自主編成とし、19時台に『Session』・20時台に『アフター6ジャンクション2』を同時ネットしている。ただし、後述の通り、弘前市の『はるか夢球場』で楽天の試合が開催される場合は、本番組を優先する（2025年度については未定）。

## 試合の中継について
- セ･リーグの開幕試合は東日本大震災の影響で開幕が延期された2011年及び新型コロナウイルスの影響で開幕が延期された2020年[4]以外は3月下旬だが、編成の都合上、試合の中継は曜日配列にもよるが大方3月31日まで放送されない。また、同様に10月以降の試合も原則放送されない[5]。

## 制作担当局（2017年）
| 地域（球団）／曜日         | 火        | 水  | 木  | 金  |
| 基本系列                   | JRN       | NRN | NRN | NRN |
| 北海道（日）               | HBC       | STV | STV | STV |
| 宮城（楽）                 | TBC       | TBC | TBC | TBC |
| 関東（巨・ヤ・De・西・ロ） | TBS（RF） | LF  | LF  | LF  |
| 東海（中）                 | CBC       | SF  | SF  | SF  |
| 近畿（神・オ）             | ABC       | MBS | MBS | ABC |
| 広島（広）                 | RCC       | RCC | RCC | RCC |
| 福岡（ソ）                 | RKB       | KBC | KBC | KBC |
| -------------------------- | --------- | --- | --- | --- |

1. ↑  JRN（TBSラジオ）ネットの時はヤクルト主催ゲームの中継はできない（ヤクルトがホームとなる日本シリーズの試合や本拠地球場開催のオールスターゲームはNPB主催のため除く）。
2. ↑  2016年度からTBSラジオとRFラジオ日本のプロ野球中継における業務提携により、巨人主催試合の一部をRFの制作でJRN各局に送出する。

- 偶然だが、テレビがクロスネット時代には、延長オプションを行使した曜日がNRNナイター、行使しない曜日（月曜除く）がJRNナイターという編成である。
- 火曜日については、弘前市のはるか夢球場で、楽天主催試合が開催される場合のみ、TBCパワフルベースボールのネット受けで放送される。また、2025年3月18日は、東京ドームで開催されたメジャーリーグ開幕戦『カブス対ドジャース』（ニッポン放送制作）を19時からネットした。

## 備考
- 過去（1980年代頃）には、『RABパーフェクトナイター』のタイトルで放送していた。
- 2014年までは、中継当日の午後に放送されていた『あおもりTODAY』のエンディングで、当番組の予告を流していた。
- はるか夢球場（弘前市運動公園野球場）で2017年6月28日（水曜日）の18:02から催された青森県内29年振りのNPB一軍公式戦（東北楽天ゴールデンイーグルス対オリックス・バファローズのナイトゲーム）[6]については、楽天の地元局・TBCラジオ制作の中継（実況：菅生翔平、解説：後藤光尊、ベンチリポーター：佐藤修）[7]を、18:28（2回裏途中）からの飛び乗り・相互ネット形式で試合終了後の21:25まで放送した。なお、この中継では、RABはリポーター派遣などの協力はしなかった。
- 2018年は、7月3日（火曜日）に開催の楽天対ソフトバンク（はるか夢球場）を『アフター6ジャンクション』を休止した上で18:28より中継。当初はNRNラインでの中継（TBC制作裏送り、KBCと2局ネット）が発表されていたが、実際の放送ではJRNライン（TBC制作自社放送分、RKB・KRY・NBC・OBS・RKK・MBCにもネット）での中継に変更された。
- 2022年は、7月5日（火曜日）に開催の楽天対ソフトバンク（はるか夢球場）を『アフター6ジャンクション』を休止して、18:28から放送（TBC制作で、RKBにもネット）。
- 2024年は、7月2日（火曜日）に開催の楽天対オリックス（はるか夢球場）を『荻上チキ・Session』を休止して、18:25から放送した。